# Marroneur
 (juin 2015).
Si vous disposez d'ouvrages ou d'articles de référence ou si vous connaissez des sites web de qualité traitant du thème abordé ici, merci de compléter l'article en donnant les références utiles à sa vérifiabilité et en les liant à la section « Notes et références ».
Le marroneur est un jeu pratiqué à Marseille et ses alentours.
Il se joue à l'aide d'une balle ou de n'importe quel objet désiré avec au moins trois personnes dont une au centre. Tous les participants attirent le personnage central avec la balle, et au meilleur moment, le possesseur passe la balle à son partenaire, le but étant de faire marroner celui qui est au milieu.
Dès que ce dernier a récupéré la balle, celui qui l'a perdue devient le marroneur.